# Marca de Bretaña

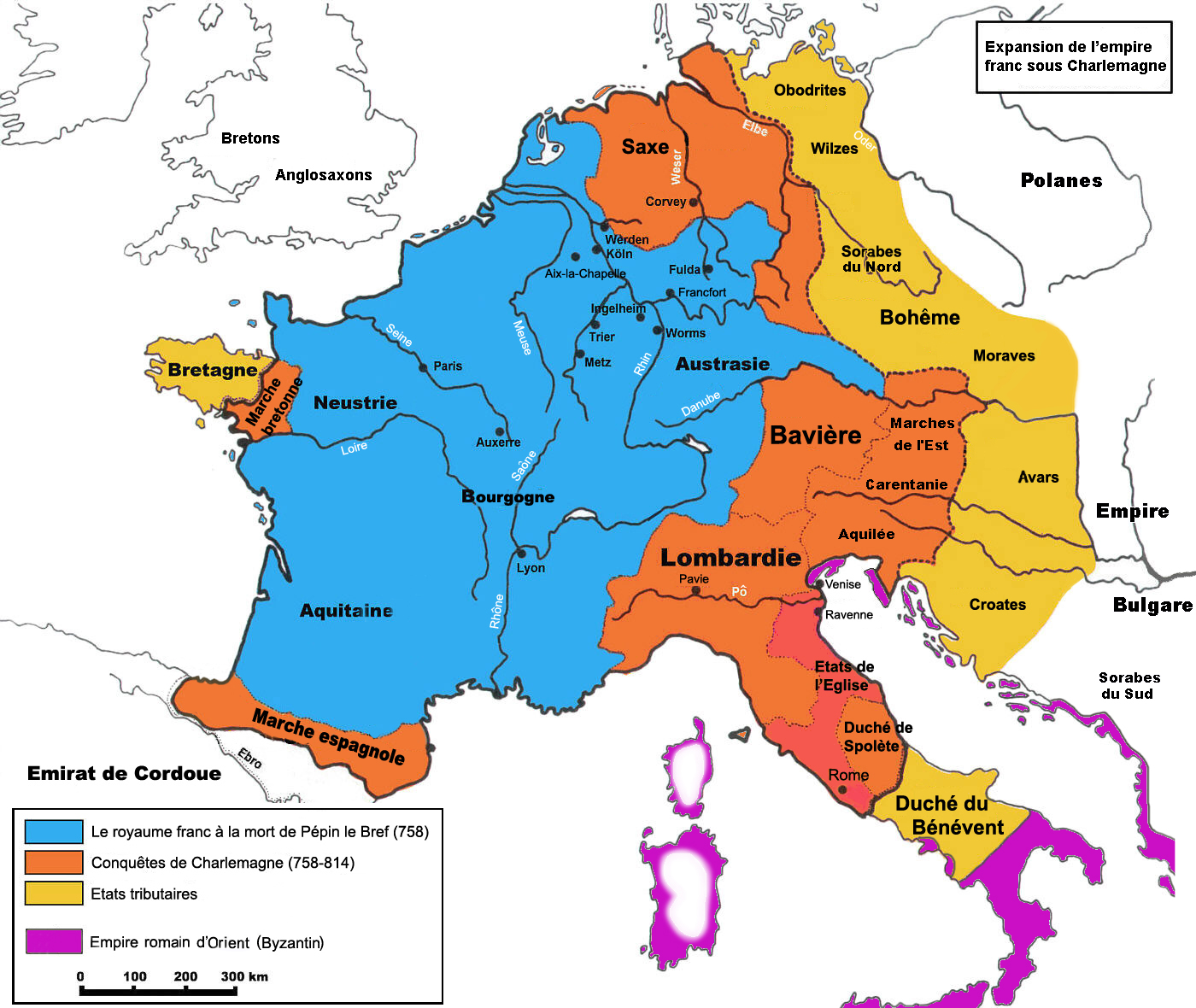
Situación de la marca de Bretaña durante el reinado de Carlomagno.

La marca de Bretaña, creada en el siglo VIII por la unión de varios condados  francos en la actual región de Bretaña, fue una verdadera zona tapón bajo administración militar, siendo su prefecto más conocido («Britannici limitis praefectus») el famoso Roldán.
Totalmente conquistada e integrada en el reino de Bretaña por Nominoë y sus sucesores, en 861 fue creada una segunda marca de Bretaña, comprendiendo la Touraine, Anjou y el Maine, y confiada a Roberto el Fuerte.  Una parte de esta segunda marca será cedida a su vez a Bretaña en el tratado de Entrammes (863).

## Historia de la marca de Bretaña

### Una zona de conflictos
La región sita entre Vannes y Blois es una zona de conflicto desde la caída de Imperio romano de Occidente y las instalaciones respectivas de los francos y de los bretones en la antigua Galia.
Durante la primera mitad del VI siglo, Waroch I toma el Vannetais que se convierte en el Broërec, pero fracasa ante la ciudad de Vannes.
En 578, Waroch II, su nieto, libera la ciudad de Vannes y vence al ejército de Chilperico a orillas del río Vilaine. En lo sucesivo encabeza numerosas incursiones sobre las regiones francas de Rennes y Nantes, lo que provoca el envío de un ejército por parte del rey Gontran en 590. La rivalidad entre ambos jefes de esta expedición, Beppolen y Ebrachaire, provoca su derrota, a pesar de la recuperación de corta duración de Vannes por parte de este último.

### La creación
En 753, Pipino el Breve toma Vannes y decide crear la marca de Bretaña, con el fin de proteger el reino franco de las incursiones bretonas.
En 778, Roldán, sobrino de Carlomagno y sucesor de Grifón  como prefecto de la marca muere.
En 786, el senescal Audulf comanda una incursión contra los Bretones.
En 799, el conde Guy, prefecto de la marca, conquista Bretaña.
Entre 814 y 818, Lambert I de Nantes sucede a su padre como prefecto de la marca de Bretaña.

### El desmantelamiento
Como consecuencia de las revueltas de 811 y 818, Ludovico Pío nombra a Nominoë conde de Vannes en 819, después ducatus ipsius gentis de los bretones en 831.
La revuelta de 824, llevada por Wiomarc'h, fue de una amplitud tal que Ludovico Pío tuvo que intervenir en persona acompañada de sus hilos Pipino y Luis.
En 840, Ludovico Pío muere. En 841, Carlos el Calvo confía el condado de Nantes a Renaud de Herbauges, el cual intenta atacar a Nominoë en 843, pero es vencido y muerto en la batalla de Messac. Como consecuencia de esa muerte, Nantes es saqueado por los vikingos, y Lambert II de Nantes, aliado de Nominoë, se convierte en el dueño de la ciudad a su salida. 
La batalla de Ballon, nueva victoria de Nominoë sobre Carlos el Calvo marca en 845 la independencia de Bretaña, concretada por un tratado en 846. El mismo año, Carlos el Calvo nombra a un cierto Amaury conde de Nantes y prefecto de la marca.
En 849, recomienzan las hostilidades, con incursiones en profundidad en Francia occidental y la toma de Rennes y de Nantes. En 851, Nominoë muere en campaña cerca de Vendôme. Erispoë, su hijo, le sucede y aplasta al ejército franco en la batalla de Jengland. Por el tratado de Angers, Carlos el Calvo concede los distintivos de la realeza a Erispoe, con los condados de Rennes y de Nantes así como el país de Retz.
La marca de Bretaña se incorpora entonces totalmente al reino de Bretaña.

### La segunda marca o Marca de Neustria
En 861, para crear una nueva zona tampón como consecuencia de la pérdida total de la marca de Bretaña, Carlos el Calvo crea una nueva marca contra los bretones, comprendiendo los condados de Touraine, Anjou y Maine. Robert el Fuerte recibe el mando y toma el título de marqués de Neustrie.
Los tratados sucesivos de Louviers (856), Entrammes (863) y Compiègne (868) conceden sucesivamente a los reyes de Bretaña Erispoë después Salomón el territorio de Entre dos ríos, el Cotentin y el Avranchin.

### Estabilización de las fronteras
Tras morir Roberto el Fuerte en la batalla de Brissarthe (866) y tras haberse perdido una gran parte de la marca, con las invasiones normandas siendo cada vez más importantes y con una Bretaña en guerra civil tras la muerte de Salomón, la necesidad de conformar una marca en Bretaña es más fuerte que nunca.
Después de la victoria de Alano II sobre las normandos en 937, los límites de Bretaña han retrocedido para adaptarse a los cinco departamentos actuales (Costas-de Armor, Finisterre, Ille y Vilaine, Morbihan y Loira Atlántico).
Algunos siglos más tarde, las Marcas de Bretaña-Poitou fueron una reagrupación de parroquias que contaron con un estatus aparte.

## Las marcas de Bretaña hoy

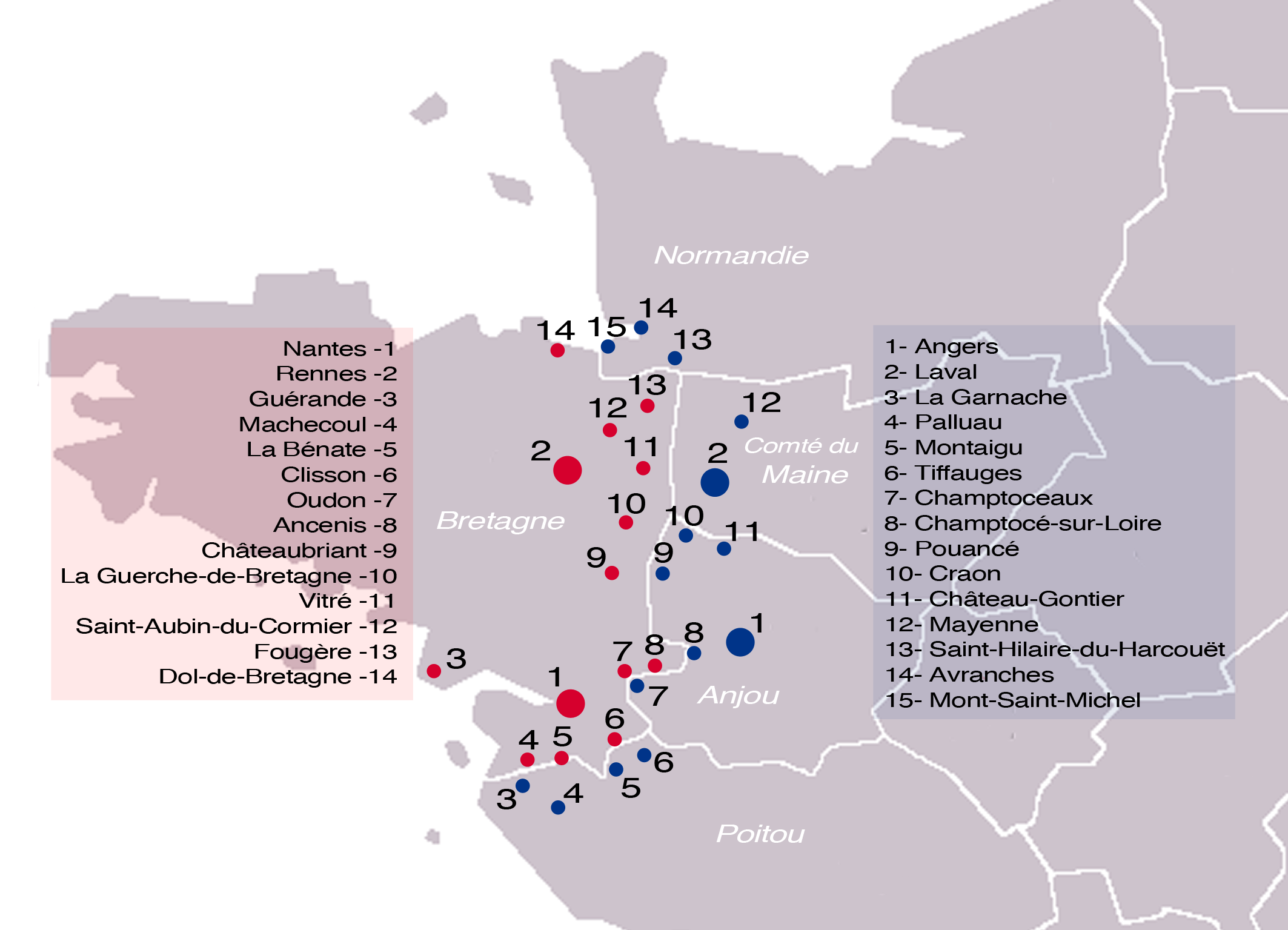
Las fortalezas de las marcas de Bretaña

### Patrimonio
Desde un punto de vista patrimonial, quedan numerosos vestigios que atestiguan el rol de frontera de la región, siendo los castillos medievales y las fortalezas los mejores ejemplos. La presencia de almacenes de sal en varios municipios angevinos (Pouancé, Candé, Ingrandes) recuerda las diferencias en la fiscalidad que perduraron hasta la Revolución.

### Proyectos
El Consejo general de Loira Atlántico y la región Bretaña han puesto en marcha una exposición sobre el tema de las Marcas de Bretaña. El objetivo es poner en valor la historia común del departamento del Loira Atlántico con Bretaña. Este impulso ha comenzado en Châteaubriant, donde el castillo ha albergado una exposición en 2010.
A la iniciativa de la ciudad de Vitré, una veintena de páginas de internet sobre el patrimonio se han reunido en 2009 con el fin de reflexionar sobre la posible inscripción de las Marcas de Bretaña en la lista del patrimonio mundial de la UNESCO.
Se ha puesto en marcha una red turística de las Marcas de Bretaña, incluyendo entre otros el castillo de Fougères, las oficinas de turismo de Laval y Rennes, así como las ciudades de Vitré y Santo-Hilaire-del-Harcouët.

### Lugares ligados a la marca de Bretaña
Son muchos los lugares relacionados con la marca de Bretaña, como las localidades de Ancenis, Angers, Avranches, Champtoceaux, Châteaubriant, Châteaugiron, Clisson, Dinan, Fougères, Guérande, Lassay-los-Castillos, Laval, Montaigu, Oudon, Pouancé, Santo-Aubin-del-Cormier, Santo-James, Sion-las-Minas, Tiffauges y Vitré, o las abadías de Clermont y  Notre-Dame de Melleray. 